# Wera

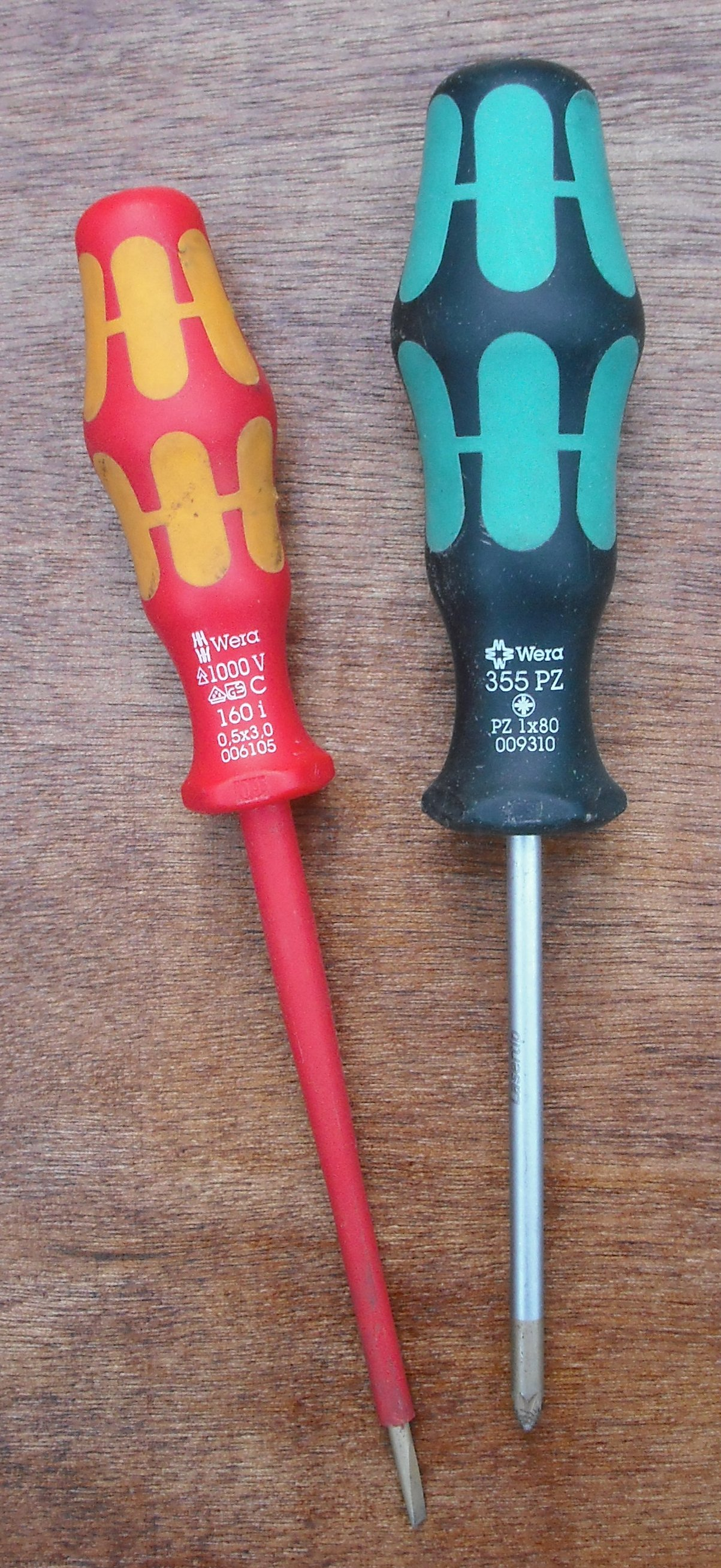
Tournevis Wera

Wera (pour Wera Werk Hermann Werner GmbH & Co. KG) est une marque d'outillage fondée en 1936 à Wuppertal en Allemagne. Wera est réputée pour ses outils à main de qualité au design original. Parmi les gammes les plus représentatives, on peut citer les clefs, tournevis, embouts, cliquets et douilles. La production s'effectue en Allemagne, en République tchèque ainsi qu'à Taïwan.